# Инестроса, Фреди
Фреди Инестроса Ариас (исп. Fredy Hinestroza Arias; родился 5 апреля 1990 года в Медельине, Колумбия) — колумбийский вингер клуба «Рионегро Агилас».

## Клубная карьера
Инестроса — воспитанник футбольной академии клуба «Атлетико Насьональ». 1 сентября 2011 года в матче против «Ла Экидад» он дебютировал в колумбийской Примере. В своём дебютном сезоне Инестроса стал чемпионом Колумбии. Фреди не смог полностью адаптироваться в основной команде, а также получил травму. В начале 2012 года он перешёл в «Ла Экидад». 5 февраля в матче против «Бояка Чико» Инестроса дебютировал за новую команду. 18 июня в поединке против «Санта-Фе» он забил свой первый гол за «Ла Экидад».
Летом 2014 года Фреди на правах аренды перешёл в испанский «Хетафе». 24 августа в матче против «Сельты» он дебютировал в Ла Лиге, заменив во втором тайме Пабло Сарабию. 9 апреля 2015 года в поединке против «Эльче» Инестроса забил свой первый гол за «Хетафе».
Летом 2015 года он на правах аренды присоединился к «Сарагосе». 23 августа в матче против «Мирандес» Фреди дебютировал в Сегунде. 1 ноября в поединке «Эльче» Инестроса забил свой первый гол за «Сарагосу». Летом 2016 года Фреди перешёл в мексиканский «Сантос Лагуна». 18 июля в матче против УАНЛ Тигрес он дебютировал в мексиканской Примере.
В начале 2017 года Инестроса перешёл в «Веракрус». 4 февраля в матче против «Чьяпас» он дебютировал за новый клуб.

## Достижения
Командные
 «Атлетико Насьональ»
- Чемпионат Колумбии по футболу — Апертура 2011